# The One to Sing the Blues
The One To Sing The Blues (Quello che canta il blues) è una canzone della band heavy metal Motörhead, contenuta nel loro acclamato album 1916 e pubblicata come singolo nel 1991 dall'etichetta Epic Records.
Il singolo è uscito in diverse edizioni e versioni, come; vinile 7" e 12", disco vinile con picture disc, audiocassetta e CD.
Anche se la relativa data d'uscita del singolo è il 5 gennaio 1991, Lemmy, nella sua autobiografia (White Line Fever), dichiara che uscì un paio di settimane prima; sarebbe quindi uscito il 24 dicembre del '90, giorno del suo compleanno.

## Tracce
Tutte le tracce sono scritte da Kilmister, Burston, Campbell, Taylor

### 7"
1. "The One To Sing The Blues" - 3:07
2. "Dead Man's Hand" - 3:29

### 12"/CD
1. "The One To Sing The Blues" - 3:07
2. "Dead Man's Hand" - 3:29
3. "Eagle Rock" - 3:07
4. "Shut You Down" - 2:38

## Formazione
- Lemmy Kilmister: basso, voce
- Phil Campbell: chitarra
- Würzel: chitarra
- Philty Animal Taylor: batteria